# Alxa
Alxa (en mongol: Алшаа, romanizado: Alšaa ; en chino, 阿拉善; pinyin, Ā'Lshàn) 
es una liga en la provincia de Mongolia Interior, República Popular China. La ciudad está rodeada por el desierto de Gobi y yace a los pies de los montes Helan que la separa de Shizuishan , de hecho solo el 3,7% está cubierta de bosque y sus recursos hídricos en su mayoría proviene de los ríos y lagos en el desierto. Limita al norte con Wuhai, la sur con Zhongwei, al oeste con Wuwei y al este con Yinchuan. Su área es de 270 000 km² y su población es de 230 mil habitantes para 2010.

## Administración
Desde abril de 1980 la liga de Alxa está conformada de 3 Banderas :
- Alxa Izquierda (阿拉善左旗)
- Alxa Derecha (阿拉善右旗)
- Ejin (额济纳旗)

## Toponimia
Se explica que el topónimo Alxa es el nombre mongol para las Montañas Helan que significa "tierra colorida" en mongol. El nombre de la montañas Helan proviene del hecho de que la tribu Helan vivía aquí como pastores.

## Historia
Durante la Dinastía Qing se organizaron las tribus en Banderas, estos grupos se identificaban con banderas de diferentes colores que durante la guerra funcionaban como ejércitos, y durante la época de paz se utilizaba para integra la gestión productiva y administrativa de la región.
El Emperador Qianlong otorgó el área al oeste del Hetao a la tribu de Alabujul para vivir y estableció la Bandera Ejin junto con la  Bandera autónoma eleut de Alxa (阿拉善厄鲁特旗) dada a los oirates. 
En 1951 pasó a ser la Región Autónoma de Alxa (阿拉善和硕特旗自治区) y en 1954 se degradó a Bandera Alxa (阿拉善旗), en 1961 las divisiones en Alxa fueron organizadas según la orientación; izquierda y derecha.
En 1980, se estableció la Liga Alxa y sus divisiones elevadas a Bandera Alxa Izquierda y Bandera Alxa Derecha. Además, se le añadió la Bandera Ejin que estaba bajo la administración de Mongolia Interior.

## Clima
La Liga Alxa se encuentra en el interior del continente asiático, lejos del mar, rodeada de desierto y montañas en la frontera este, condiciones que forman un clima continental típico. La sequía, el viento y la arena son factores que inducen al verano caliente y frío el invierno, con características de cuatro estaciones climáticas de manera significativa, gran diferencia de temperatura entre el día y la noche. La temperatura media anual va de 6 ~ 8,5 °C, la temperatura media en enero -9 ~ 14 °C llega a extrema mínimas de -36.4 °C, la temperatura media en julio 22 ~ 26,4 °C con topes máximos de 41,7 °C. Las heladas con un período de 130 a 165 días. Al sureste el monzón, con estaciones de lluvia que se concentran en julio, agosto y septiembre. Precipitaciones de más de 200 mm al sureste a 40 mm al noroeste, con cantidad de evaporación desde el sureste de los incrementos al noroeste 2400 mm a 4200 mm. Las horas de sol anual va de 2600 y 3500. La velocidad del viento del noroeste en promedio de 2,9 a 5 metros por segundo, unos 70 días promedio anual de viento.
| Parámetros climáticos promedio de Alxa(1971－2000) | Parámetros climáticos promedio de Alxa(1971－2000) | Parámetros climáticos promedio de Alxa(1971－2000) | Parámetros climáticos promedio de Alxa(1971－2000) | Parámetros climáticos promedio de Alxa(1971－2000) | Parámetros climáticos promedio de Alxa(1971－2000) | Parámetros climáticos promedio de Alxa(1971－2000) | Parámetros climáticos promedio de Alxa(1971－2000) | Parámetros climáticos promedio de Alxa(1971－2000) | Parámetros climáticos promedio de Alxa(1971－2000) | Parámetros climáticos promedio de Alxa(1971－2000) | Parámetros climáticos promedio de Alxa(1971－2000) | Parámetros climáticos promedio de Alxa(1971－2000) | Parámetros climáticos promedio de Alxa(1971－2000) |
| Mes                                                | Ene.                                               | Feb.                                               | Mar.                                               | Abr.                                               | May.                                               | Jun.                                               | Jul.                                               | Ago.                                               | Sep.                                               | Oct.                                               | Nov.                                               | Dic.                                               | Anual                                              |
| -------------------------------------------------- | -------------------------------------------------- | -------------------------------------------------- | -------------------------------------------------- | -------------------------------------------------- | -------------------------------------------------- | -------------------------------------------------- | -------------------------------------------------- | -------------------------------------------------- | -------------------------------------------------- | -------------------------------------------------- | -------------------------------------------------- | -------------------------------------------------- | -------------------------------------------------- |
| Temp. máx. media (°C)                              | −1.6                                               | 3.0                                                | 10.5                                               | 19.5                                               | 26.2                                               | 30.8                                               | 32.9                                               | 30.8                                               | 25.2                                               | 17.3                                               | 7.7                                                | 0.2                                                | 16.9                                               |
| Temp. media (°C)                                   | −9.7                                               | −5.3                                               | 2.3                                                | 11.2                                               | 18.5                                               | 23.5                                               | 25.7                                               | 23.6                                               | 17.5                                               | 9.1                                                | −0.3                                               | −7.4                                               | 9.1                                                |
| Temp. mín. media (°C)                              | −16.0                                              | −12.2                                              | −4.9                                               | 3.2                                                | 10.2                                               | 15.5                                               | 18.6                                               | 17.0                                               | 10.6                                               | 2.4                                                | −6.3                                               | −13.2                                              | 2.1                                                |
| Precipitación total (mm)                           | 0.6                                                | 0.9                                                | 2.3                                                | 3.7                                                | 9.6                                                | 14.0                                               | 27.4                                               | 29.8                                               | 11.9                                               | 4.4                                                | 1.2                                                | 0.3                                                | 106.1                                              |
| Días de precipitaciones (≥ 1 mm)                   | 0.6                                                | 0.8                                                | 1.5                                                | 1.3                                                | 2.8                                                | 5.1                                                | 8.4                                                | 6.4                                                | 4.0                                                | 2.2                                                | 0.8                                                | 0.6                                                | 34.5                                               |
| Horas de sol                                       | 242.2                                              | 231.6                                              | 272.4                                              | 292.9                                              | 327.9                                              | 316.1                                              | 311.5                                              | 300.2                                              | 279.1                                              | 271.3                                              | 240.3                                              | 232.3                                              | 3317.8                                             |
| Humedad relativa (%)                               | 45                                                 | 39                                                 | 32                                                 | 26                                                 | 28                                                 | 34                                                 | 43                                                 | 48                                                 | 44                                                 | 42                                                 | 44                                                 | 46                                                 | 39.3                                               |
| Fuente: 中国气象局 国家气象信息中心 2012年12月12日 |                                                    |                                                    |                                                    |                                                    |                                                    |                                                    |                                                    |                                                    |                                                    |                                                    |                                                    |                                                    |                                                    |